# Daphne gnidium
Daphne gnidium, llamada torvisco o torrisco, es un arbusto de la familia timeleáceas.

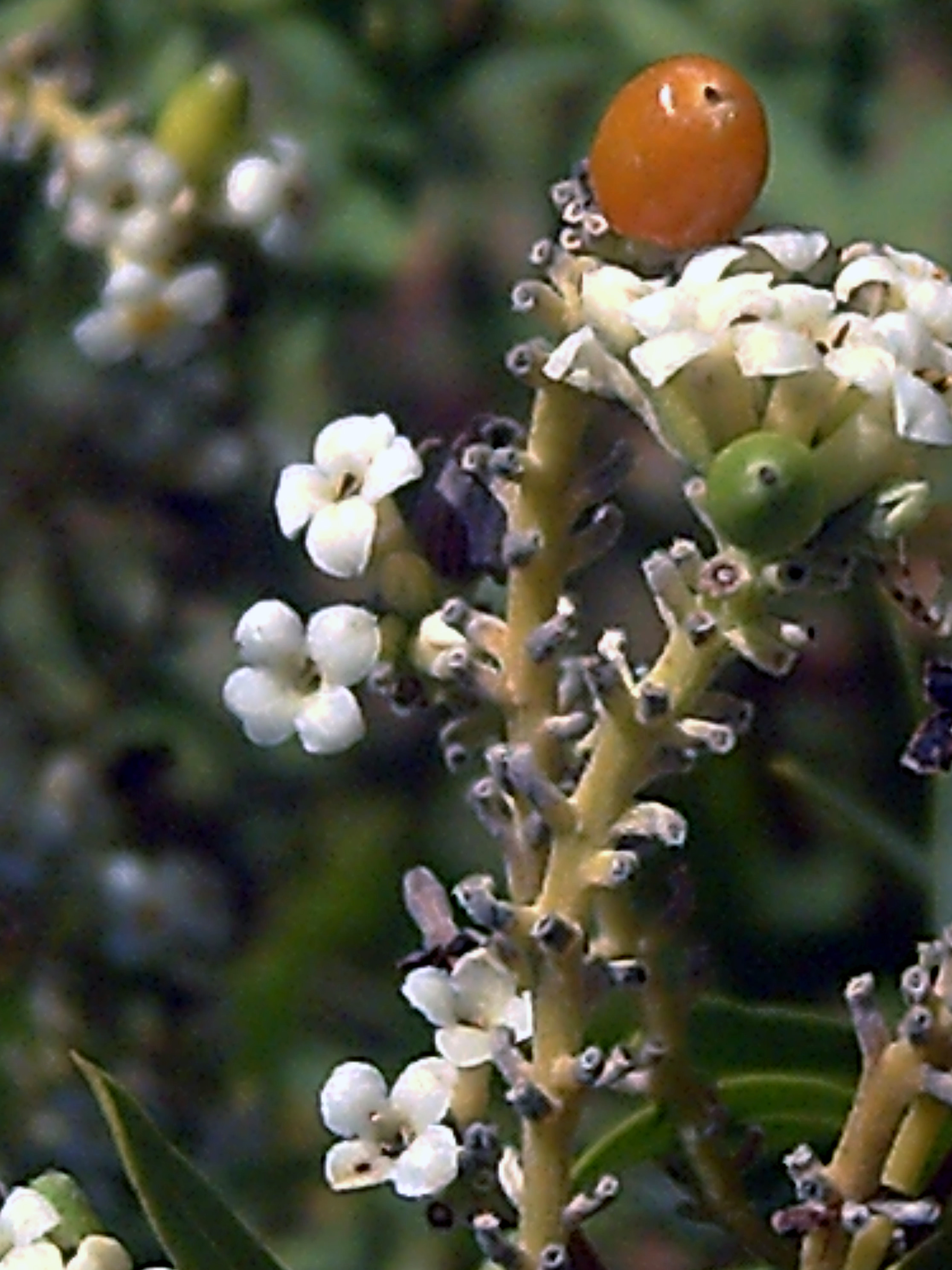
Inflorescencia con fruto.

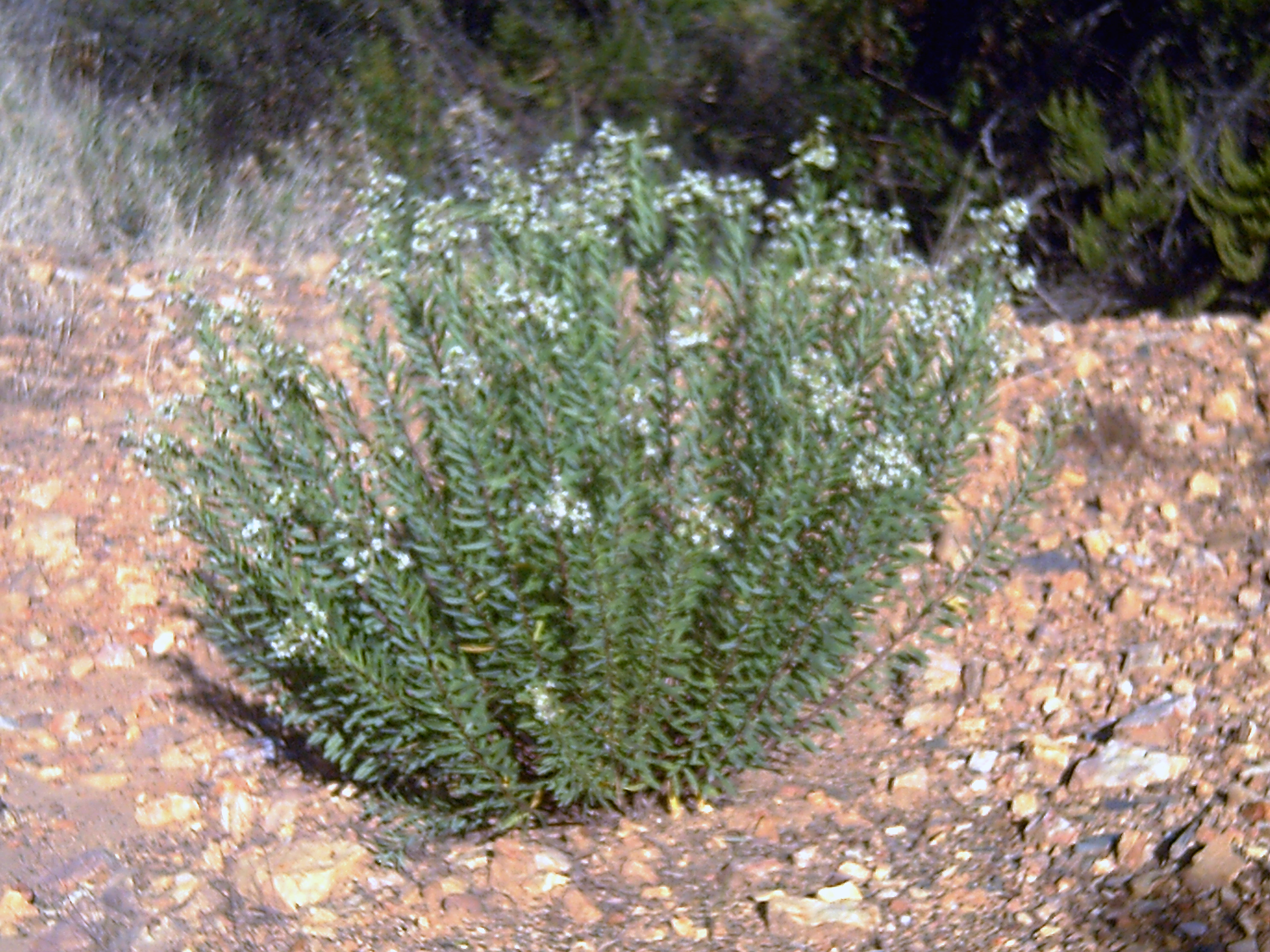
Vista de la planta.

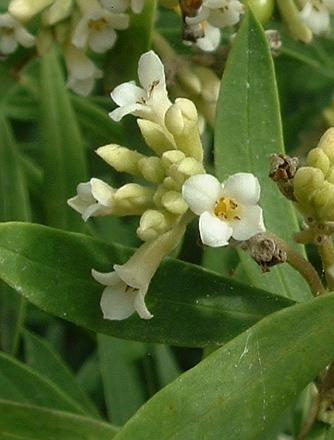
Detalle de las flores.

## Hábitat
Es una planta distribuida por la región mediterránea, en casi toda la península ibérica, archipiélagos canario y balear y norte de África, donde crece en matorrales, pinares y terrenos no cultivados desde el nivel del mar hasta a 1400 metros de altitud.
En la comarca granadina de la Alpujarra, en plena Sierra de la Contraviesa, se sitúa el municipio de Torvizcón, topónimo que significa 'tierra del torvisco'.

## Descripción
Es un arbusto con muchas hojas con forma de punta de espada, todas dirigidas hacia arriba: tal vez, podría ser confundida con una Euphorbia, pero cortando una hoja rápidamente vemos que no sale látex blanco. Desarrolla las flores blancas al final del verano y el otoño. Son aromáticas. Hay que tener cuidado con esta planta porque es irritante. 
Su fruto es una baya roja globular de 1 a 2 cm. Tiene hojas lanceoladas, estrechas. Dado el potente efecto purgante de la corteza y de las hojas del torvisco es considerado venenoso, ya que puede producir ampollas en la piel tras un prolongado contacto.

## Propiedades
El torvisco es un arbusto con propiedades sorprendentes. Ha sido usado como amuleto y repelente del mal de ojo y espíritus malignos desde la Prehistoria. 
A nivel terapéutico, es un potente purgante. Con el agua resultante de la infusión de sus brotes se hacen enjuagues bucales para aliviar el dolor de muelas, caries y problemas de encía. No se recomienda tragar el líquido. Sus tallos desprovistos de hojas tienen propiedades analgésicas. Para ello, se realiza una atadura que inmovilice la zona dolorida a modo de férula. Por tanto, es útil para torceduras articulares, luxaciones y fracturas.
Es la mejor especie vegetal de la península ibérica para hacer ligaduras, su corteza es una cuerda natural por su flexibilidad y resistencia, con la que se pueden hacer nudos muy firmes. En algunas zonas de Zamora se acostumbra a atarle una correa de Daphne gnidium a la cola de los corderos como remedio para frenar la descomposición estomacal; también es conocido su valor como insecticida en el gallinero, para mantener a las gallinas a salvo del piojillo.
Esta especie ha sido empleada, desde tiempos inmemoriales, como medio de pesca en lagunas y arroyos: su resina tóxica ataca al oxígeno del agua, por lo que echando ramas de esta planta se envenenaba a los peces que, después de dos o tres horas, solo había que recoger. Esta forma de pesca se conoce como «entorviscar» y además de ser peligrosa por indiscriminada está penada por la ley en España.

## Taxonomía
Daphne gnidium fue descrita por Carlos Linneo y publicado en Species Plantarum 1: 357-358. 1753.
Etimología
Daphne; nombre genérico que lo encontramos mencionado por primera vez en los escritos del médico, farmacéutico y botánico griego que practicaba en la antigua Roma, Dioscórides. Probablemente en la denominación de algunas plantas de este género se recuerda la leyenda de Apolo y Dafne. El nombre de Daphne en griego significa "laurel", ya que las hojas de estas plantas son muy similares a las del laurel.
gnidium: epíteto geográfico que alude a su localización en Gnido.
Sinonimia
- Mistralia gnidium  (L.) Fourr.
- Thymelaea gnidium (L.) All.
- Laureola gnidium (L.) Samp. ex Pereira
- Daphne paniculata Lam.
- Daphne orthophylla St.-Lag.[6]

## Nombre común
- Castellano: torvisco, torovisco, torvisquera, torvizco, trovisc, chorovisco, chorvisco, matagallina, matapollera, matapollo, matapulgas.[7]